# ميخائيل لي (رجل أعمال)
ميخائيل لي (بالإنجليزية: Michael Li)‏ هو شخصية أعمال أمريكي، ولد في 1985.

## وصلات خارجية
- الموقع الرسمي